# مغامرات هاني وعاصم
مغامرات هاني وعاصم مسلسل أنمي يحكي قصة الصبي هاني وصديقه عاصم اللذان تحدث لهما مغامرات شيقة ومتنوعة. المسلسل أنتج مرة أخرى بنفس القصة ولكن بشخصيات مختلفة وحمل اسم مغامرات عصام.

## القصة
قصة مسلسل هاني وعاصم هي الرواية الشهيرة لمارك توين بعنوان مغامرات هكلبيري فين.
الرواية ضد التمييز العرقي بين البشر والذي كان سائداً في ذلك الوقت حيث كان البشر يؤخذون من أفريقيا إلى أمريكا كعبيد.
الصديقان هاني وعاصم
صبي اسمه هاني يعيش وحده ولديه العديد من الأصدقاء وهو يهوى حياة الحرية ويرفض القيود، صديقة عاصم هو عبد مملوك لسيدة يعرفها هاني، يهرب عندما يعلم بأن سيدته ستبيعه ويجمع الصديقات ويهربان معاً للحرية يركبان طوفًا يبحر على نهر المسيسيبي ويواجه الصديقان العديد من المغامرات. مثلاً والد هاني السكير الذي يحبسه في كوخ ويتمكن من الهرب. وفي هذا الوقت يظن الجميع بأن عاصم قتل هاني ويوصف بأنه قاتل مطلوب من العدالة. أثناء مغامراتهما يتنكر هاني كفتاة وذلك ليتسلل للمدينة ويكتشف الأخبار، ومن مغامراتهما أنهما يصادفان عائلتين غنيتين تقتتلان.

## الشخصيات
هاني صبي متشرد وأبوه سكير يعيش على ضفاف نهر المسيسيبي.
عاصم عبد مملوك لسيدة لكنه يهرب عندما يتأكد من أنها ستبيعه لعائلة حيث العبيد تُساء معاملتهم.

## روابط خارجية
- مغامرات هاني وعاصم على موقع IMDb (الإنجليزية)
- مغامرات هاني وعاصم على موقع قاعدة بيانات الفيلم (الإنجليزية)
- مغامرات هاني وعاصم على موقع ليتربوكسد (الإنجليزية)
- مغامرات هاني وعاصم على موقع قاعدة بيانات الفيلم (الإنجليزية)
- مغامرات هاني وعاصم على موقع ANN anime (الإنجليزية)